# Nanzhao

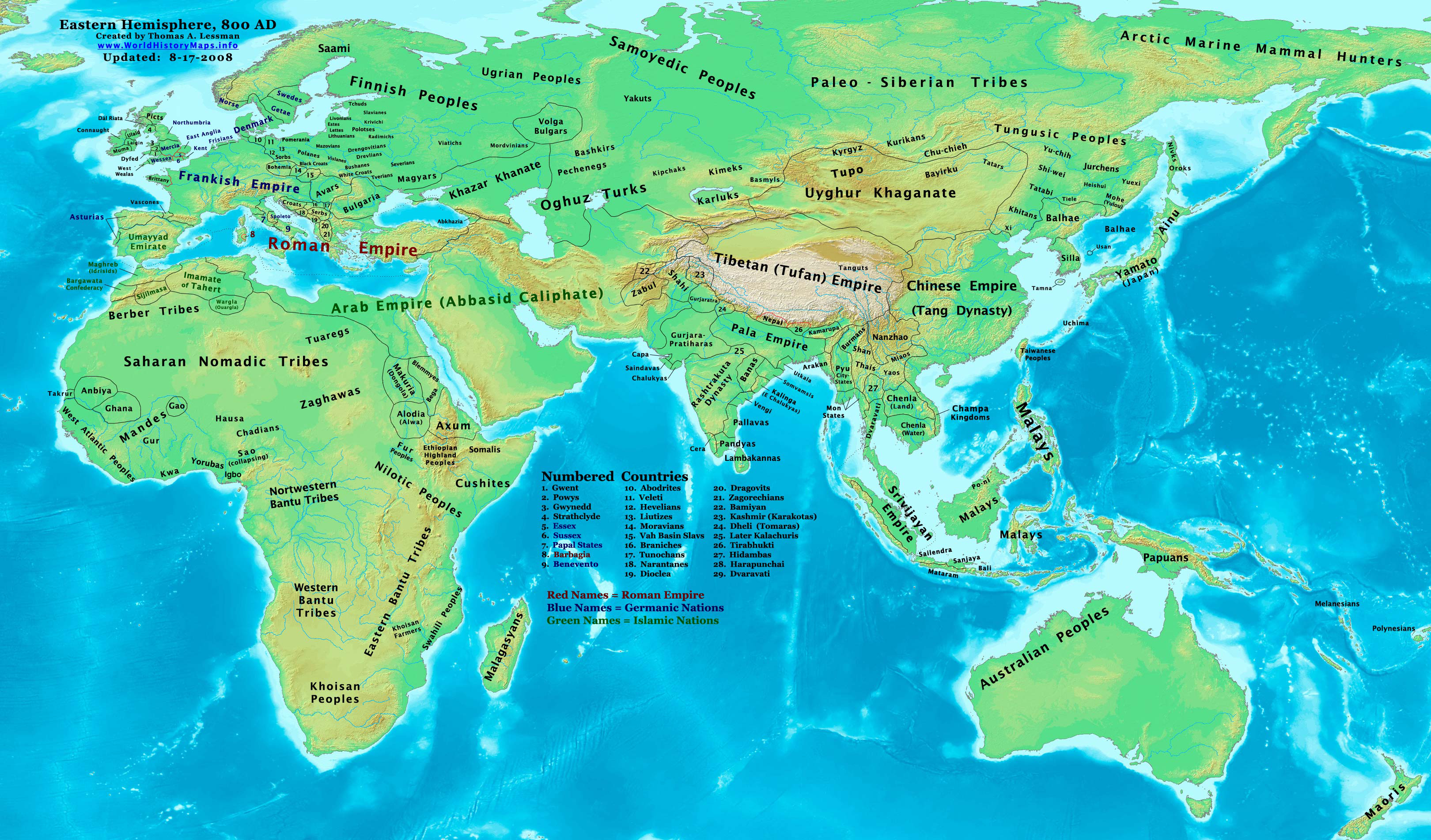
Azja około 800 roku

Nanzhao – dawne państwo istniejące od VIII do X wieku na obszarze dzisiejszej chińskiej prowincji Junnan.

## Historia
Na początku VIII wieku terytorium dzisiejszej prowincji Junnan było podzielone na sześć niewielkich państewek. Na początku lat 30. VIII wieku władca jednego z nich, Piluoge (panował 728–748), podbił pięciu sąsiadów zawierając sojusz z Chinami oraz otrzymując od cesarza Xuanzonga tytuł „króla Junnanu” i zawierając małżeństwo z chińską księżniczką. Na stolicę zjednoczonego królestwa wyznaczył Taihe. Nowo powstałe państwo było pod presją prowadzących ekspansję w kierunku Junnanu Tybetańczyków, ale rozwijało się dzięki korzystnemu położeniu na trasie głównego szlaku handlowego z Chin do Indii. Następca Piluoge, Geluofeng (panujący 748–779) zwrócił się do dworu tangowskiego w związku z nadużyciami chińskich urzędników, a nie otrzymawszy zadośćuczynienia, najechał na południowy Syczuan. Chińska ekspedycja z 751 została odparta, a Geluoge zagroził sojuszem z Tybetem (w tym samym roku jego dyplomaci odwiedzili Lhasę). Druga ekspedycja, z 754, została zmasakrowana: zginąć miało ok. 200 tys. chińskich żołnierzy.
Pod koniec VIII wieku Tangowie pozyskali Nanzhao w swoim sporze z Tybetem, co uspokoiło sytuację na granicy aż do 829, gdy Nanzhao, sprowokowane nadużyciami gubernatora Syczuanu, uderzyło na tę bogatą prowincję. Jego armia obległa Zizhou i Chengdu, zdobywając przedmieścia, ale nie cytadelę. Chińska odsiecz okazała się niezbyt potrzebna, bo gubernator Zizhou wynegocjował odstąpienie od oblężenia. Wojska Nanzhao odmaszerowały z bogatym łupem i jeńcami. Na długi czas stosunki między dwoma krajami pozostały poprawne.
Nanzhao w tym czasie prowadziło aktywną politykę ekspansji, dokonując wypadów zbrojnych na terytorium sąsiadów: w 832 podbiło Birmę, czterokrotnie zajmowało Hanoi (w 846, 860, 862 i 863, ostatnim razem okupując je dwa lata) i przyległe terytorium Tonkinu, gdzie zagroziło chińskiemu panowaniu, lokalni dowódcy zdołali jednak odeprzeć atak.
W 859 władca Nanzhao przyjął tytuł cesarza. W okresie największego rozkwitu państwo obejmowało cały Junnan, południowy Syczuan, zachodnie Guizhou, północny Laos i Tajlandię oraz północno-wschodnią Birmę. Jednak panowanie nad Syczuanem i północnym Wietnamem były kluczowe dla cesarstwa chińskiego i Nanzhao nie zdołało utrwalić tam swojego panowania. Podobnie atak na północną Birmę nie przyniósł zysków terytorialnych, wpłynął jedynie pośrednio na wzmocnienie państwa Pagan, niszcząc jego północnobirmańskiego konkurenta – Pyu. Było także uznawane za suzerena przez tajskie królestwo Tai-Lue w Sipsong Panna (Xishuangbanna) i było pod jego kontrolą w okresie Tang i Song. Doskonale zorganizowane, częściowo według wzorów chińskich, pod koniec IX w. było najpoważniejszym konkurentem Tangów. Część elit Nanzhao była kształcona w Chengdu i Chang’anie, gdzie nauczyli się czytania i pisania po chińsku, byli jednak niechętni konfucjanizmowi.
Nanzhao stanowiło centrum kulturalne regionu. W jego stolicy przebywali uczeni i artyści. Ważnymi gałęziami gospodarki były wydobycie soli i złota. Istotna była też praca niewolnicza. Najważniejszym produktem eksportowym były konie, wysoko cenione zarówno w cesarstwie Tangów, jak i w Tybecie. Gdy Nanzhao składało któremuś z tych państw trybut, składał się on przede wszystkim z wierzchowców. Konie z Nanzhao były eksportowane przez Wietnam do Czampy, a zaniżanie ich cen przez chińskich gubernatorów spowodowało inwazje z lat 840–60.
Kres Nanzhao nastąpił w 902, kiedy możnowładca Zheng Maisi obalił rządzącą dynastię i ustanowił własne królestwo Da Changhe (902–927). Niechętni Zhengowi arystokraci nie byli mu posłuszni. Zheng zginął z ręki Yang Ganzhena, który osadził na tronie Zhao Shanzhenga, wpływowego urzędnika z Qinpingu. Rok później jego także zamordował i sam ogłosił się królem państwa Da Yining. Ostatecznie dawny dowódca jednego z okręgów Nanzhao, Duan Siping, w 934 obalił go i ustanowił królestwo Dali; przetrwało ono do XIII wieku, kiedy to zostało podbite przez Mongołów.

## Skład etniczny

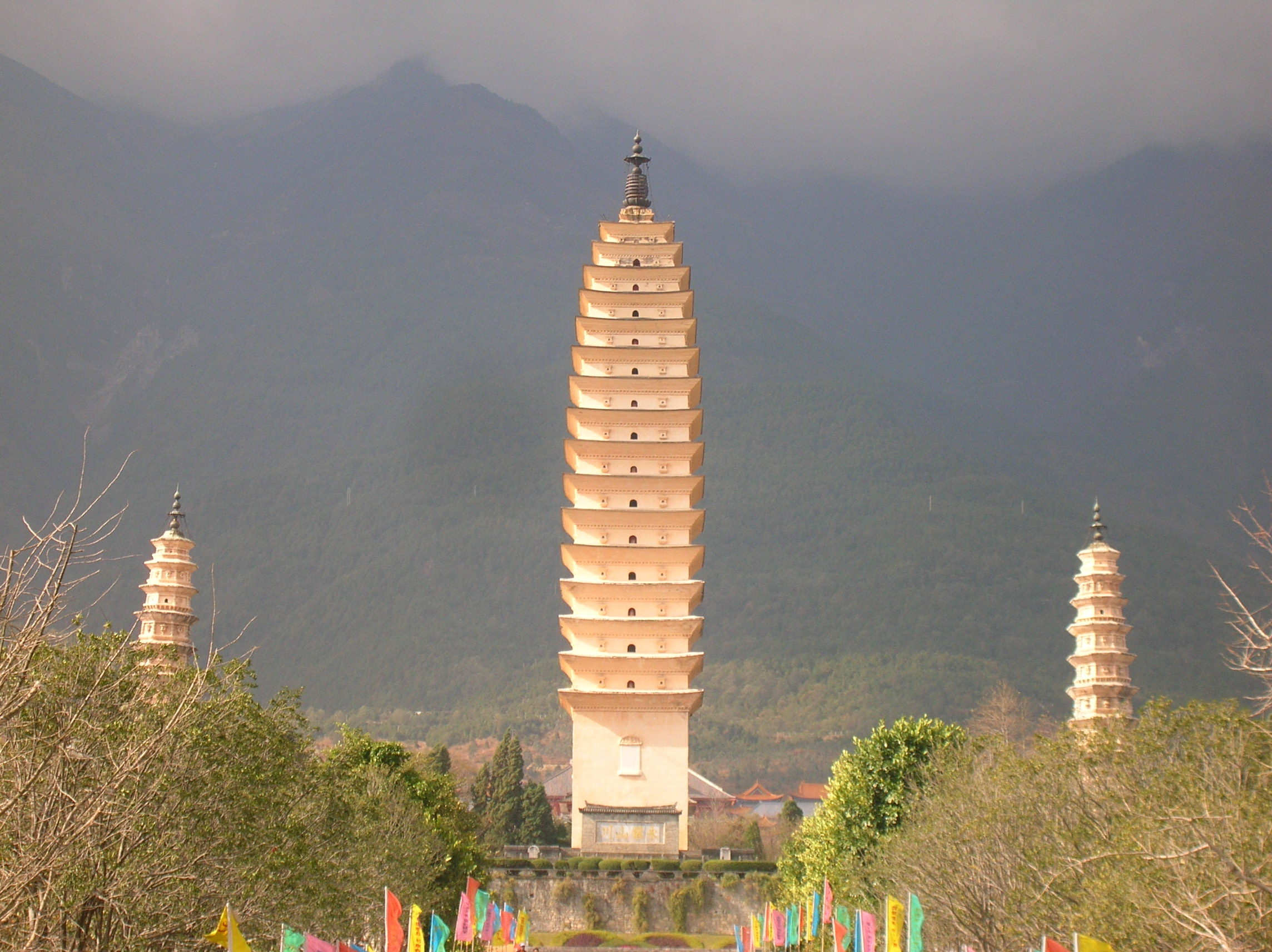
Trzy Pagody w Dali są pamiątką wysoko rozwiniętej kultury buddyjskiej państw Nanzhao i Dali

Tereny Nanzhao, podobnie jak dzisiejszego Junnanu, charakteryzują się wielką różnorodnością etniczną, dlatego bardzo trudno określić Nanzhao jako państwo „tajskie”, „Baiów” czy Yi. Encyclopedia Britannica określa pierwotnych sześć państw jako „tajskie”, a Barbara West, dając identyczny opis powstania królestwa, jako „Bai”; ta sama autorka pisze jednakże o tajskich „ludach Lao, które założyły królestwo Nanzhao”.
Stevan Harrell, dyskutując historię Yi, przytacza opinie dziewiętnastowiecznych badaczy europejskich, opisujących Nanzhao jako królestwo, którego władcy pochodzili z ludu Minjia (dzisiejsi Bai), ale większość ludności to przodkowie Yi; inni znów badacze mówili o Nanzhao jako „państwie Tajów” (w tym ostatnim przypadku chodzi raczej o Królestwo Dali). Do tej ostatniej koncepcji, wiążąc Nanzhao z tajskimi Szanami, przychylają się też naukowcy z Tajlandii. Z kolei według Ma Changshou niepewne jest pochodzenie pierwszej dynastii, Meng, lecz kolejne – Qi, Yang i Duan – na pewno pochodziły z ludu Bai.
Sprzeczności te można do pewnego stopnia wyjaśnić rozróżnieniem między większościową grupą w królestwie (przodkowie Daiów), a ludami, które stanowiły rządzącą elitę (tybeto-birmańscy Baiowie); tak czyni Colin Mackerass.
Z pewnością w Nanzhao rozwijała się kultura przodków Yi, o czym świadczą zachowane świadectwa archeologiczne, np. inskrypcje naskalne i talizmany pokryte ich pismem. Opisywane jest wręcz jako szczytowy okres ich rozwoju, ze złożoną strukturą polityczno-społeczną, jednoczącą półniezależne terytoria plemienne, w większy organizm pod zarządem króla i jego hierarchicznej biurokracji. Szerokie kontakty z innymi ludami miały bardzo wzbogacić ich kulturę.
Pod panowaniem Nanzhao mieszkali też przodkowie Hani, Nu i Va.